# Incubación bucal
La incubación bucal es el proceso de incubación que llevan a cabo algunos grupos de animales con su progenie, mediante el cual los padres los alojan en su cavidad bucal durante largos períodos de tiempo. Si bien la incubación bucal es llevada a cabo por una variedad de animales diferentes, incluyendo al sapito de Darwin, es en los peces en los que la práctica de la incubación bucal está más extendida. La incubación bucal ha evolucionado hasta formar varias familias independientes de peces.

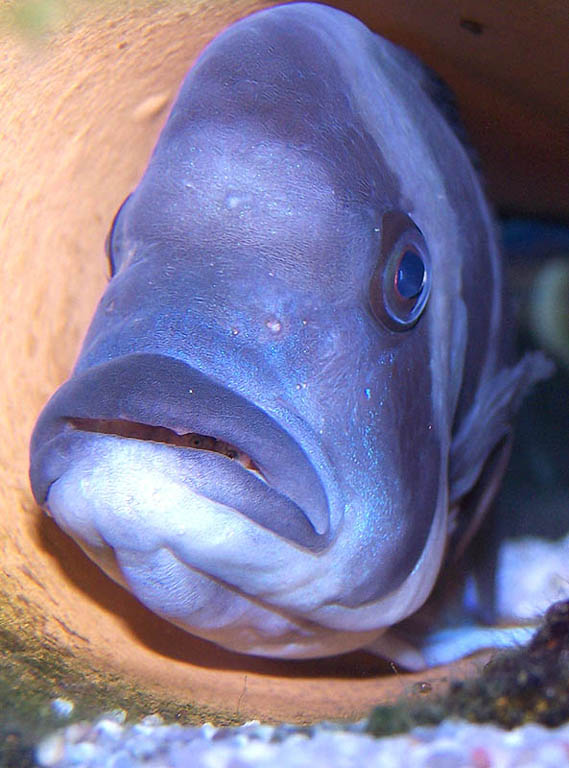
Un espécimen hembra de Cyphotilapia frontosa incubando en su boca su progenie, los cuales se pueden ver asomando desde su boca.

## Comportamientos de incubación bucal
En las especies con incubación bucal paterna es el macho el que se encarga de cuidar los huevos. Entre las especies con este comportamiento se pueden mencionar el arowana, el betta con incubación bucal Betta pugnax, y el pez gato de mar Ariopsis felis. Es raro encontrar casos de incubación bucal paterna entre los cichlidos, aunque en algunos tilapiines se presenta, en particular en la tilapia de mentón negro Sarotherodon melanotheron.
En las especies con incubación bucal materna es la hembra la que se encarga de cuidar los huevos. Se encuentran casos de incubación bucal materna en cichildos africanos y sudamericanos. Los africanos son los haplochromines, tales como los mbuna e incubadores bucales enanos Pseudocrenilabrus multicolor, y algunos de los tilapiines, tales como el Oreochromis mossambicus y el Oreochromis niloticus. Los incubadores bucales sudamericanos pertenecen todos a la subfamilia de los Geophaginae subfamily (comúnmente llamados "comdores de tierra" debido a su modo de alimentación basado en remover el substrato) tales como el Gymnogeophagus balzanii y el Geophagus steindachneri.
En las especies con incubación bucal compartida es tanto la hembra como el macho los que cuidan los huevos. Este es un caso relativamente raro, pero por ejemplo se da en los cichlidos del genera Asprotilapia y Xenotilapia, y el pez gato, Phyllonemus typus.